# Aprilija Lužar
Aprilija Lužar, slovenska slikarka in večmedijska umetnica, * 1963, Ljubljana.
Aprilija (s prvotnim imenom Majda) Lužar (1963) je študirala slikarstvo na Akademiji likovnih umjetnosti v Sarajevu in na Akademiji za likovno umetnost v Ljubljani, kjer je leta 1987 diplomirala in kasneje zaključila še slikarsko specialko. V slovenskem umetnostnem prostoru je prisotna že slabih trideset let, v zadnjem desetletju pa je postala tudi mednarodno uveljavljena umetnica. Po temeljni izobrazbi je slikarka, vendar svoje slikarsko ustvarjanje že od začetka nadgrajuje z videi, instalacijami, performansi, urbanimi akcijami in večmedijskimi projekti. Osrednje področje njenega delovanja je feministična umetnost, ki presega estetsko razsežnost umetniških del s poseganjem v družbeno-aktualne teme, kot sta nasilje nad ženskami in status ženske v sodobni družbi ter z lezbičnim aktivizmom. Živi in dela v Kočevski Reki.

## Taxi Art
Zelo znano je njeno delo Ženski Taksi, več let trajajoč projekt, ki je zmagal na mednarodnem natečaju V-Day - STOP RAPE CONTEST, ki spodbuja izvirne strategije za preprečevanje nasilja nad ženskami, v zakulisju katerega stoji ameriška aktivistka in avtorica kultnih Monologov vagin Eve Ensler. Zmaga na natečaju je prispevala k realizaciji ideje v okviru Mednarodnega festivala Mesto žensk leta 2002.